# Bugul'minsky (huyện)
Huyện Bugul'minsky (tiếng Nga: ? райо́н) là một huyện hành chính tự quản (raion), của Tatarstan, Nga. Huyện có diện tích 1392 km². Trung tâm của huyện đóng ở Bugul'ma.